# Christopher Agrelius
Christopher Christophersson Agrelius, född 1697 eller 1702 i Södermanland, död natten mellan 25 och 26 mars 1767 Femsjö socken, Jönköpings län, var en svensk soldat, orgelbyggare och organist i Femsjö.

## Biografi
Christopher Agrelius föddes omkring 1702 i Södermanland. Han blev 1721 soldat vid Södra Karsnäs (nummer 100) i Majorens kompani, Jönköpings regemente. Han gifte sig 28 augusti 1721 i Södra Unnaryds socken med pigan Anna Andersdotter (född 1694) från Småöja torp. De fick tillsammans barnen Martha (född 1722), Anders (född 1727), Sara och Christopher (född 1730). Agrelius arbetade som soldat på Södra Karnäs i Södra Unnaryd fram till 1740. Då familjen flyttade till Odensjö socken.
Agrelius familj flyttade 1747 till Dumbotorp i Femsjö socken. Han avled av ålderdomssvaghet natten mellan 25 och 26 mars 1767 på Dumbotorp i Femsjö socken och begravdes 4 april samma år.

## Orglar
Christopher Agrelius var troligtvis självlärd orgelbyggare och byggde vid 1700-talets mitt några mindre orgelverk i Småland och Halland.
| År   | Ursprunglig kyrka | Stift     | Bild | Manualer | Pedal | Stämmor | Bevarad orgel/fasad | Övrigt |
| ---- | ----------------- | --------- | ---- | -------- | ----- | ------- | ------------------- | --- |
| 1746 | Femsjö kyrka      | Växjö     |      |          |       | 6       |                     | Kontrakt skrivs 1745 för ett positiv med 6 stämmor. Snickaren Pehr Nilsson i Bohult bygger en läktare till positivet. Skjutsade orgelverket från Bolmstranden till Femsjö kyrka med 10 hästar. Organisten Abraham Åstrand i Torups kyrka och pastorn i Bolmsö prövade orgelverket. |
| 1748 | Håslövs kyrka     | Lunds     |      |          |       | 8       |                     | En ny orgel byggdes 1828 av Carl Grönvall, Hyby. |
| 1751 | Knäreds kyrka     | Göteborgs |      |          |       | 6       | Nej/Nej             | Orgeln kostade 200 daler silvermynt. Organisten Malm godkände orgelverket. En ny orgel byggdes 1876 av E A Setterquist & Son, Örebro. Uppsamling av äldre verk. |
| 1751 | Femsjö kyrka      | Växjö     |      |          |       | 8       | Nej/Nej             | En ny orgel byggdes 1801 av Lars Strömblad, Falköping. |
| 1753 | Våxtorps kyrka    | Göteborgs |      |          |       | 6       | Nej/Nej             | En ny orgel byggdes 1854 av Johan Nikolaus Söderling, Göteborg. |
| 1755 | Hasslövs kyrka    | Göteborgs |      |          |       | 6       | Nej/Nej             | En ny orgel byggdes 1856 av en okänd orgelbyggare. |